# Β-硝基苯乙烯
β-硝基苯乙烯是一种芳香化合物和硝基烯烃，用于靛蓝的化学合成，也用于合成杀生物薄膜剂溴硝基苯乙烯。

## 应用
β-硝基苯乙烯是杀生物薄膜剂和染料的前体。举个例子，溴硝基苯乙烯可以由硝基苯乙烯溴化再脱卤而成，而2-硝基苯甲醛可以由硝基苯乙烯和臭氧反应而成。
亚历山大·舒尔金在其著作PiHKAL中描述，很多迷幻药物苯乙胺衍生物和苯丙胺衍生物的合成前体是硝基苯乙烯。它可被氢化铝锂还原成最终产物（胺）。

## 制备
β-硝基苯乙烯可以由苯甲醛和硝基甲烷的亨利反应或是直接用一氧化氮硝化苯乙烯反应而成。